# 26 september
26 september is de 269ste dag van het jaar (270ste dag in een schrikkeljaar) in de gregoriaanse kalender. Hierna volgen nog 96 dagen tot het einde van het jaar.

## Gebeurtenissen
- Algemeen
  - 1366 - Keizer Karel IV verheft graaf Johan I van Nassau-Weilburg tot Gefürsteter Graf.
  - 1983 - Stanislav Petrov voorkomt een mogelijke kernoorlog door een melding van vijf intercontinentale raketten die richting de Sovjet-Unie zouden zijn afgevuurd als loos alarm te beoordelen.
  - 1990 - In Istanboel wordt een vroegere adjunct-chef van de Turkse inlichtingendienst MIT, Hiram Abas, doodgeschoten.
  - 1994 - De Belgische minister van Buitenlandse Zaken, Willy Claes, wordt door de ambassadeurs van de zestien NAVO-landen voorgedragen als secretaris-generaal van de organisatie.
  - 1997 - Garuda Indonesia-Vlucht 152, een Airbus A300 van Garuda Indonesia afkomstig uit Jakarta stort neer bij Medan. Alle 234 inzittenden komen om het leven.[1]
  - 1997 - De eeuwenoude basiliek van Franciscus van Assisi in Assisi stort gedeeltelijk in als gevolg van een aardbeving in de regio Umbria.
  - 2002 - De Senegalese veerboot Joola kapseist. Meer dan 1.800 opvarenden komen om.
  - 2003 - Het Japanse eiland Hokkaido wordt getroffen door twee zware aardbevingen.
  - 2021 - Bij een treinongeval in de Amerikaanse plaats Joplin (Montana) vallen zeker drie doden.[2]
  - 2021 - Op de Westelijke Jordaanoever schiet het Israëlische leger zeker vier Palestijnen dood. Volgens Israël gaat het om een actie tegen een terreurcel van Hamas.[3]
  - 2023 - Door een brand bij een bruiloftsfeest in een evenementenhal in het district Al-Hamdaniya in de provincie Ninawa in Irak komen zeker 110 mensen om en raken er minstens 150 gewond.[4][5]
- Economie
  - 1983 - Internationale banken, westerse overheden en het IMF bereiken overeenstemming over een lening aan Brazilië van 11 miljard dollar, de grootste lening ooit aan één land toegekend.
  - 2013 - De TU Delft en drie Nederlandse bedrijven gaan in Bolivia meehelpen met het opzetten van een bedrijf dat lithiumbatterijen maakt.
  - 2023 - De Nederlandse keten van discountwinkels Big Bazar is failliet nadat meerdere pogingen om het bedrijf van de ondergang te redden zijn mislukt.[6]
- Kunst en cultuur
  - 1997 - Nederlandse première van de film Gordel van smaragd van Orlow Seunke op het Nederlands Film Festival.
  - 2023 - De Nederlandse tekenaar Bas van der Schot wint de Inktspotprijs voor de beste politieke tekening van het parlementaire jaar. Het is een tekening van een ijsbeer die zich met een poot heeft vastgelijmd aan de ijsschots waarop hij zit en dat verwijst naar de acties van de klimaatactiegroep Extinction Rebellion.[7]
  - 2023 - De Johannes Vermeerprijs, de Nederlandse staatsprijs voor de kunsten, wordt toegekend aan mezzosopraan Tania Kross. Volgens de jury ontvangt de operazangeres de prijs vanwege haar "toonaangevende internationale zangcarrière en de vernieuwende wijze waarop zij opera breed toegankelijk maakt en een uiteenlopend publiek aanspreekt, verbindt en inspireert."[8]
- Muziek
  - 1969 - Het Beatles album Abbey Road komt uit.
- Oorlog
  - 715 - Slag bij Compiègne: De Frankische hofmeier Raganfrid verslaat het leger van Theudoald, kleinzoon van Pepijn van Herstal, in het Woud van Compiègne.
  - 1345 - Slag bij Warns, tussen graaf Willem IV van Holland en de Friezen.
  - 1687 - Het middenstuk van het Parthenon in Athene wordt verwoest tijdens een aanval van de Venetianen o.l.v. Francesco Morosini.
  - 1939 - KLM Douglas DC-3 PH-ASM 'Mees' wordt bij Helgoland door een Duits marinevliegtuig onder vuur genomen. 65 kogels treffen het toestel en treft een Zweeds passagier dodelijk. Het toestel kan echter de vlucht vervolgen en landt veilig op Schiphol.
- Politiek
  - 1986 - Zaïre stuurt 350 militairen naar Togo om president Étienne Eyadéma te helpen bij het afrekenen met de gevolgen van de mislukte staatsgreep.
  - 1991 - België besluit nog eens 500 parachutisten te sturen naar Zaïre, waar het door een muiterij in het leger onrustig is. Ook Frankrijk stuurt nog eens 150 militairen.
  - 1992 - De militaire junta van Birma trekt na drie jaar de staat van beleg ten dele in: speciale militaire rechtbanken, die sinds juli 1989 waren gemachtigd om gearresteerde burgers te veroordelen, worden opgeheven.
  - 2008 - Wilfried Martens trouwt met Miet Smet, het eerste huwelijk tussen twee Ministers van Staat in België.
  - 2012 - De omstreden Zuid-Afrikaanse politicus Julius Malema wordt in de stad Polokwane aangeklaagd voor het witwassen van geld.
  - 2021 - In Zwitserland wordt een referendum gehouden over het homohuwelijk. Een meerderheid van de kiezers stemt voor de invoering.[9]
  - 2021 - In Duitsland zijn er parlementsverkiezingen.[10] De verkiezingen zijn ook van belang voor het bondskanselierschap.
  - 2021 - In IJsland zijn parlementsverkiezingen.
  - 2023 - De Israëlische minister Katz van Toerisme bezoekt een VN-conferentie in de Saudische hoofdstad Riyad en dat is de eerste keer dat Israël een diplomatiek bezoek brengt aan Saoedi-Arabië. De Saoedische ambassadeur Nayef Al Sudairi brengt een bezoek aan de Westelijke Jordaanoever en spreekt daarbij met de Palestijnse president Abbas.[11]
- Religie
  - 1461 - Adolf II van Nassau-Wiesbaden-Idstein wordt door paus Pius II benoemd tot aartsbisschop van Mainz.
  - 2004 - Bisschopswijding van Pierre Warin, hulpbisschop van Namen in België.
- Sport
  - 1926 - In Oslo wordt het Ullevaal Stadion geopend.
  - 1940 - Opening van voetbalstadion Tehelné pole in de Slowaakse hoofdstad Bratislava.
  - 1945 - Oprichting van de Iraanse voetbalclub Esteghlal FC.
  - 1979 - Het Nederlands voetbalelftal wint in Rotterdam het oefenduel tegen België met 1-0 door een doelpunt van Jan Poortvliet. Middenvelder Wim van Hanegem speelt zijn 52ste en laatste interland voor Oranje. Debutanten zijn Michel van de Korput, Michel Valke en Ben Wijnstekers.
  - 1988 - Atleet Ben Johnson wordt gediskwalificeerd wegens dopinggebruik nadat hij de 100-meterfinale had gewonnen tijdens de Olympische Spelen in Seoel.
  - 1999 - Het Nederlands Davis Cup-team wint in Guayaquil met 3-2 van Ecuador en handhaaft zich in de Wereldgroep.
  - 2004 - Formule 1-coureur Rubens Barrichello wint de allereerste Grand Prix van Sjanghai.
  - 2008 - Erik Zabel maakt bekend te stoppen met wielrennen.
  - 2021 - De Brit Lewis Hamilton behaalt de 100e zege in zijn loopbaan als Formule 1 coureur.[12]
  - 2021 - Dylan van Baarle pakt de zilveren medaille op het WK wielrennen in België.[13]
  - 2021 - De Ethiopische atleet Guye Adola wint de marathon van Berlijn in een tijd van 2:05:45. Bij de vrouwen wint Gotytom Gebreslase in een tijd van 2:20:09.[14]
  - 2021 - Het Nederlandse motorcrossteam haalt zilver op de Motorcross der Naties.[15]
  - 2021 - De 43e editie van de Ryder Cup is gewonnen door de Amerikaanse golfers.[16]
- Wetenschap en technologie
  - 1580 - Francis Drake, Brits ontdekkingsreiziger, keert terug in zijn geboorteland, na een tocht om de wereld.
  - 1905 - De speciale relativiteitstheorie van Albert Einstein wordt gepubliceerd in het tijdschrift Annalen der Physik.
  - 1983 - Een Russische Sojoez raket explodeert door een brand op het lanceerplatform. De kosmonauten Vladimir Titov en Gennady Strekalov zitten in hun Sojoez T-10-1 capsule op de top van de raket en ontkomen doordat een veiligheidssysteem de capsule tijdig afwerpt. Het is de eerste keer dat het systeem nodig is.[17]
  - 1991 - Acht personen betrekken voor twee jaar de afgesloten kas Biosfeer 2 in Arizona.
  - 2022 - Lancering van een Lange Mars 2D raket vanaf de Xichang lanceerbasis voor de Yaogan 36 missie met drie Chinese spionagesatellieten.[18]
  - 2023 - Lancering met een Lange Mars 4C raket van China Aerospace Science Corporation (CASC) vanaf lanceerbasis Jiuquan SLS-2 van de Yaogan 33-04 missie met de gelijknamige Chinese militaire remote sensing satelliet waarover verder niets bekend is.[19]

## Geboren

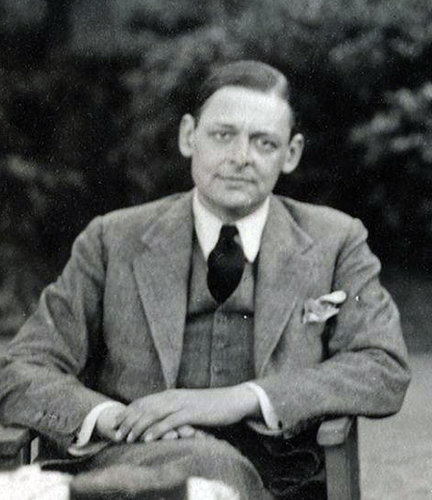
T.S. Eliot
geboren in 1881

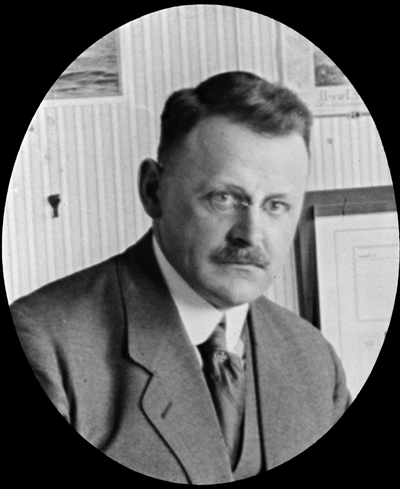
Hanso Schotanus à Steringa Idzerda
geboren in 1885

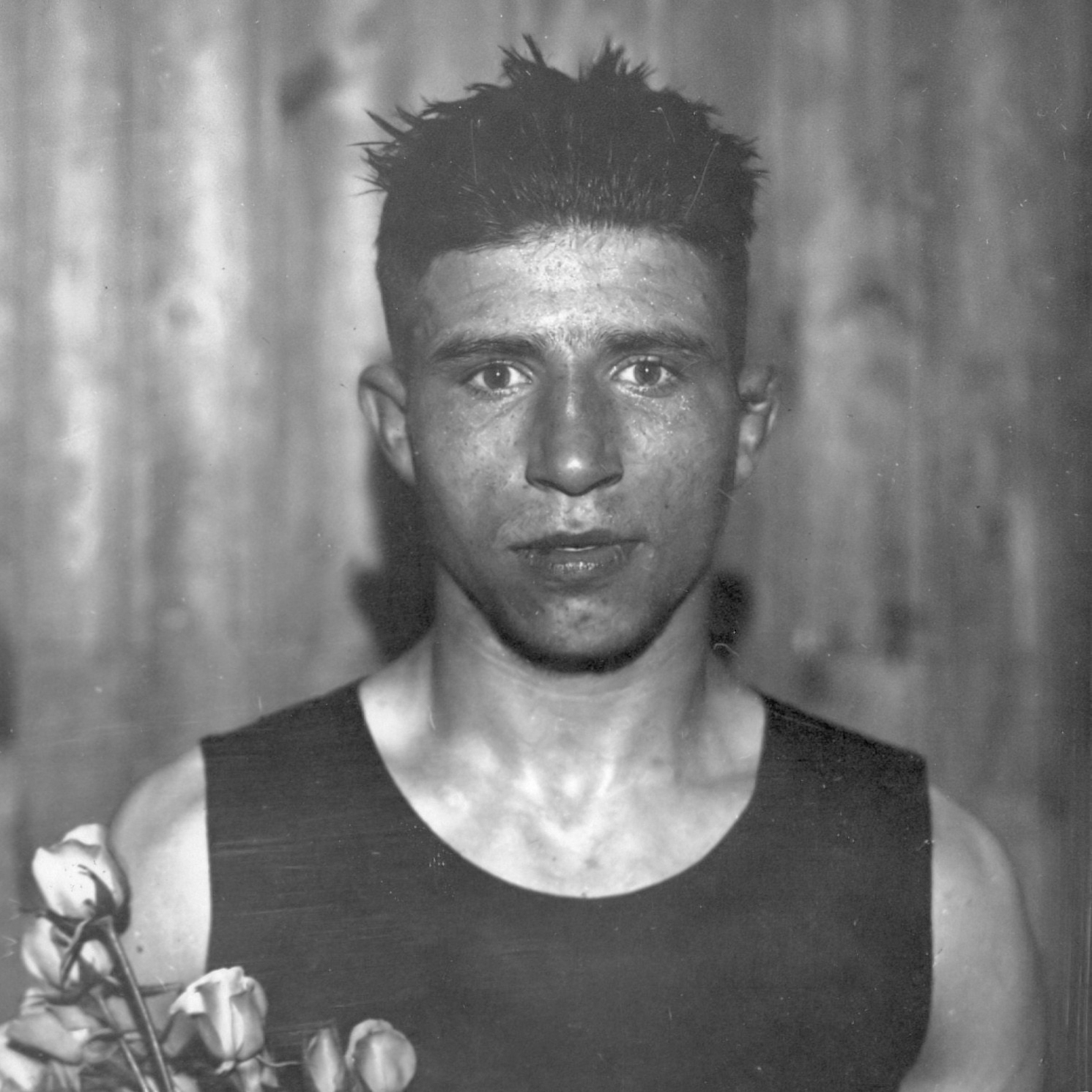
Bep van Klaveren
geboren in 1907

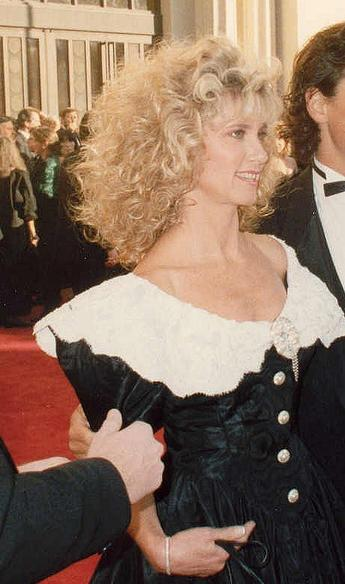
Olivia Newton-John
geboren in 1948

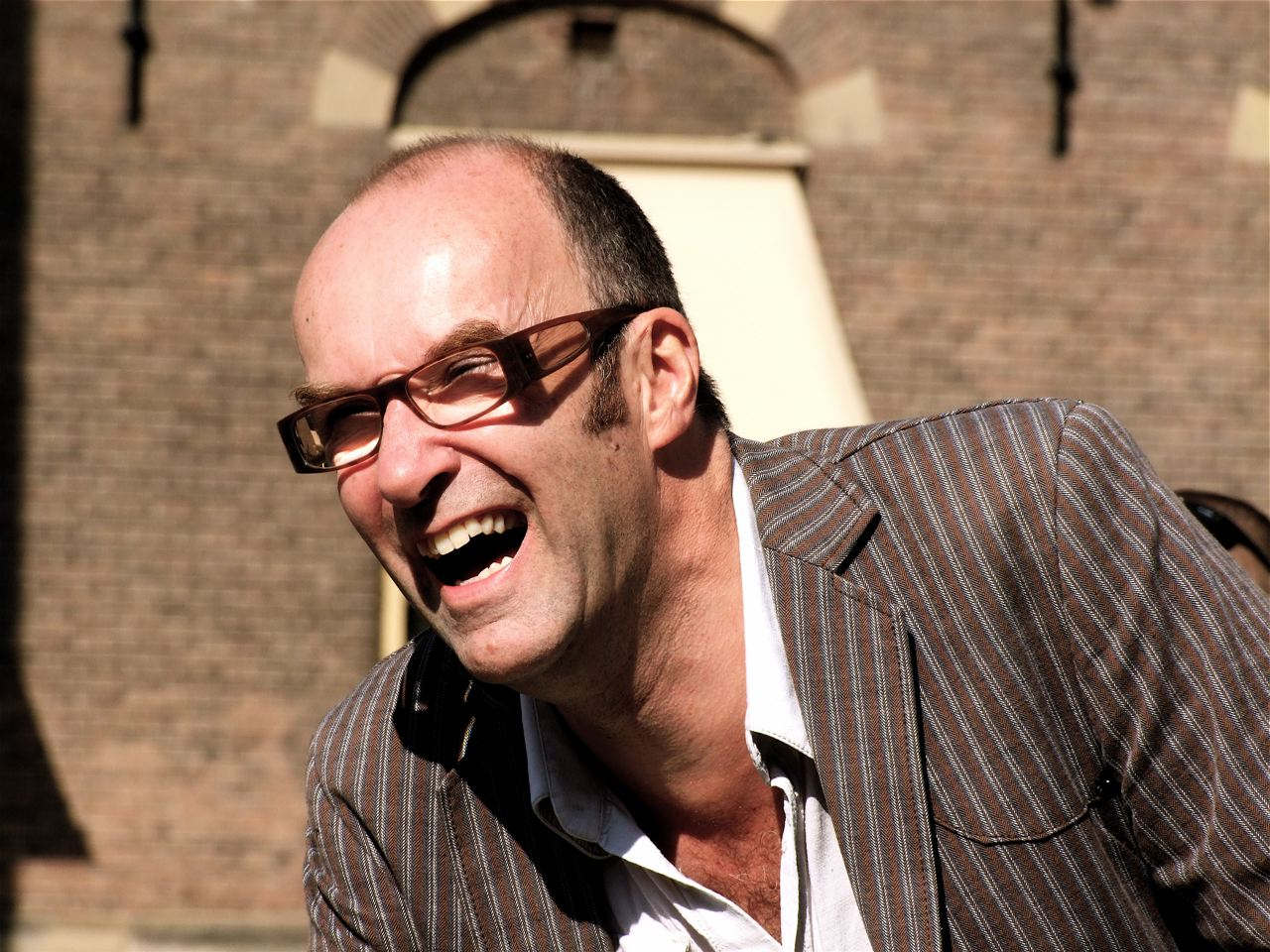
Bart Chabot
geboren in 1954

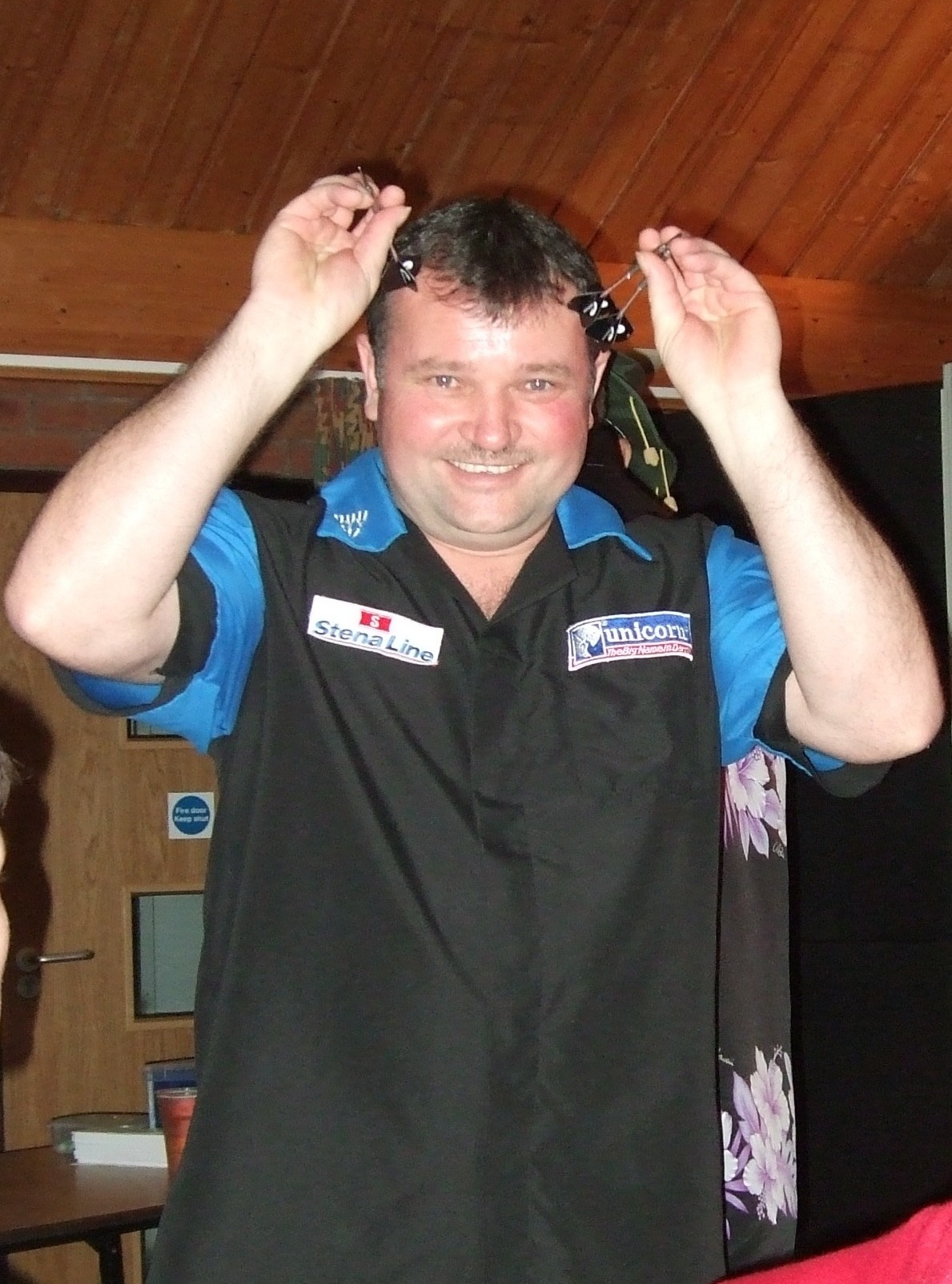
Terry Jenkins
geboren in 1963

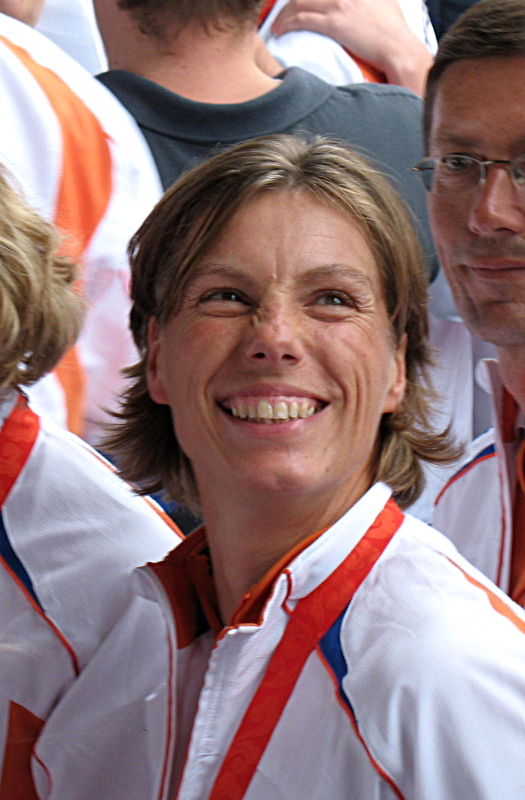
Marit van Eupen
geboren in 1969

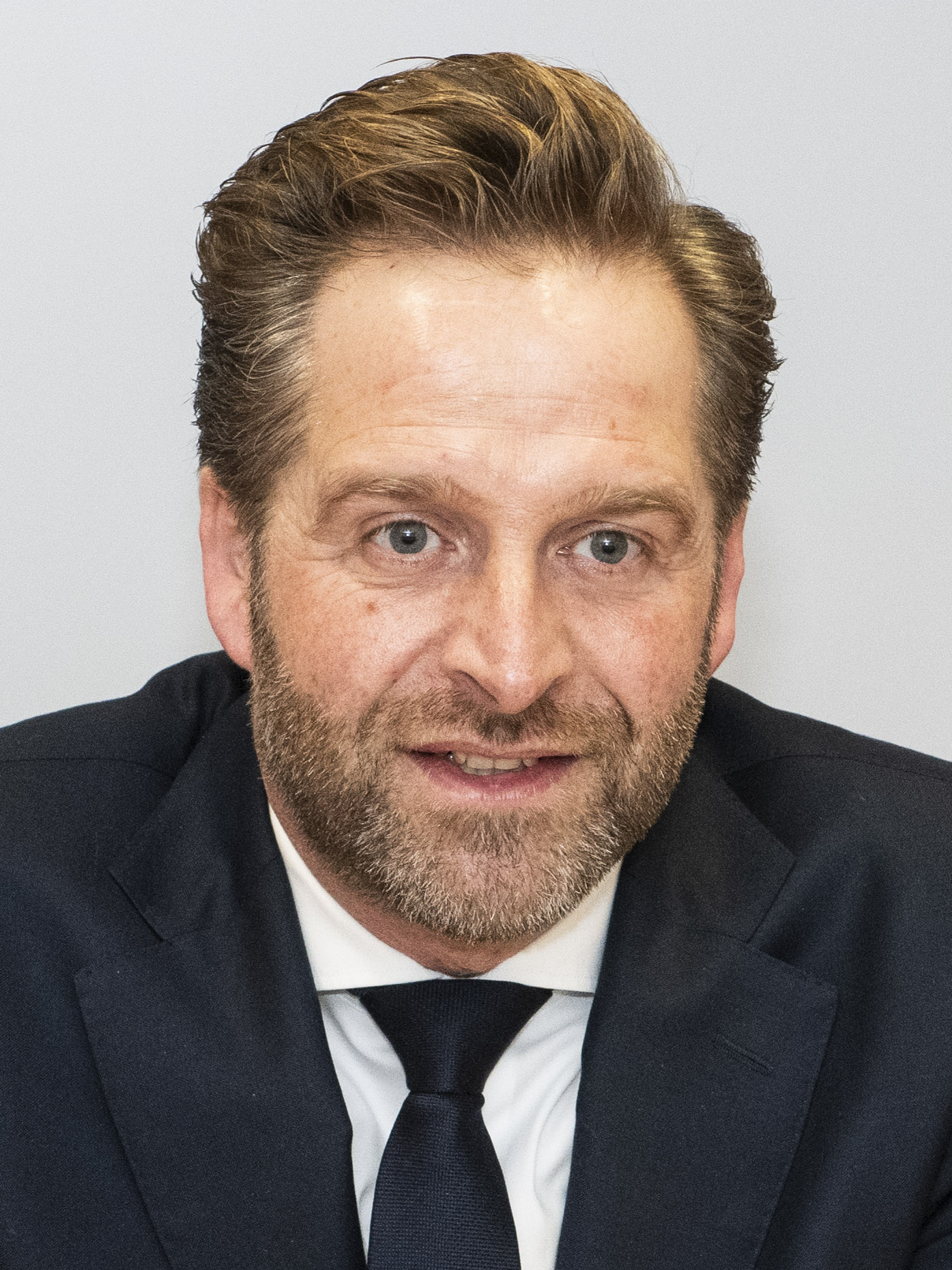
Hugo de Jonge
geboren in 1977

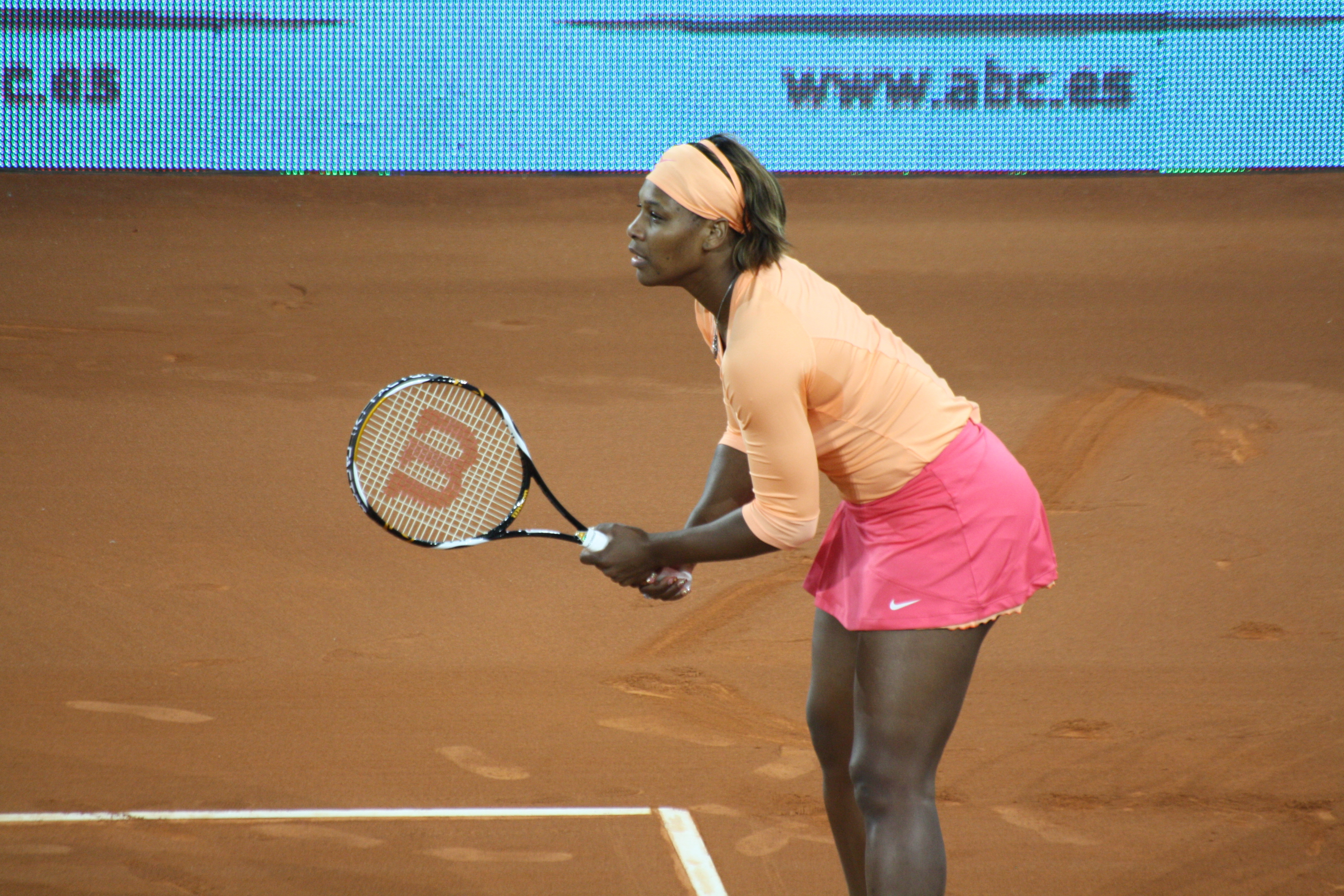
Serena Williams
geboren in 1981

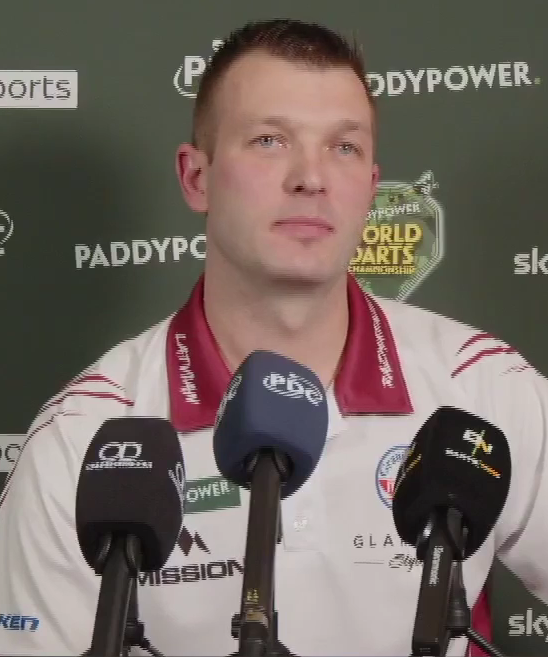
Madars Razma
geboren in 1988

- 1754 - Louis Joseph Proust, Frans scheikundige (overleden 1826)
- 1759 - Johann David Ludwig Graf Yorck von Wartenburg, Duits aristocraat en militair (overleden 1830)
- 1791 - Théodore Géricault, Frans kunstschilder (overleden 1824)
- 1833 - Charles Bradlaugh, Brits politiek activist (overleden in 1891)
- 1848 - Helen Allingham, Engels illustratrice en aquarelliste (overleden 1926)
- 1870 - Christiaan X van Denemarken (overleden 1947)
- 1872 - Ottokar Czernin von und zu Chudenitz, Oostenrijk-Hongaars politicus en diplomaat (overleden 1932)
- 1879 - Frank Greer, Amerikaans roeier (overleden 1943)
- 1881 - T.S. Eliot, Engels schrijver (overleden 1965)
- 1884 - Forrest Smithson, Amerikaans atleet (overleden 1962)
- 1885 - Hanso Schotanus à Steringa Idzerda, Nederlands radio-pionier (overleden 1944)
- 1889 - Martin Heidegger, Duits filosoof (overleden 1976)
- 1893 - Mauricio Cravotto, Uruguayaans architect (overleden 1962)
- 1897 - Giovanni Montini, de latere Paus Paulus VI (overleden 1978)
- 1896 - Aina Cederblom, Zweeds ontdekkingsreizigster, schrijfster en textielkunstenares (overleden 1986)
- 1898 - George Gershwin, Amerikaans componist en tekstschrijver (overleden 1937)
- 1897 - Robert Pache, Zwitsers voetballer (overleden 1974)
- 1899 - Ludwik Gintel, Pools voetballer (overleden 1973)
- 1901 - Adolf Brakke, Surinaams politicus (overleden 1977)
- 1901 - George Raft, Amerikaans filmacteur (overleden 1980)
- 1902 - Charles Eley, Brits roeier (overleden 1983)
- 1904 - Tonnie Foletta, Nederlands acteur (overleden 1980)
- 1905 - Max Bulla, Oostenrijks wielrenner (overleden 1990)
- 1907 - Anthony Blunt, Brits spion (overleden 1983)
- 1907 - Bep van Klaveren, Nederlands bokser (overleden 1992)
- 1908 - Maurits Naessens, Belgisch bankier (overleden 1982)
- 1911 - Lenore Kight, Amerikaans zwemster (overleden 2000)
- 1913 - Hans Knecht, Zwitsers wielrenner (overleden 1986)
- 1919 - Matilde Camus, Spaans dichteres (overleden 2012)
- 1925 - Gilles Borrie, Nederlands burgemeester en historicus (overleden 2016)
- 1926 - Julie London, Amerikaans zangeres en actrice (overleden 2000)
- 1927 - Enzo Bearzot, Italiaans voetballer en voetbalcoach (overleden 2010)
- 1927 - Romano Mussolini, Italiaans jazzpianist (overleden 2006)
- 1928 - Bob Van Der Veken, Belgisch acteur (overleden 2019)
- 1928 - Jos Van Elewyck, Belgisch journalist en politicus (overleden 2025)
- 1930 - Philip Bosco, Amerikaans acteur (overleden 2018)
- 1930 - Michele Giordano, Italiaans kardinaal-aartsbisschop van Napels (overleden 2010)
- 1930 - Fritz Wunderlich, Duits operazanger (overleden 1966)
- 1932 - Richard Herd, Amerikaans acteur (overleden 2020)
- 1932 - Manmohan Singh, Indiaas minister-president (overleden 2024)
- 1932 - Vladimir Vojnovitsj, Russisch dissident auteur (overleden 2018)
- 1934 - Geoffrey Grey, Brits componist en violist
- 1935 - Henk Nijdam, Nederlands wielrenner (overleden 2009)
- 1936 - Imme Dros, Nederlands jeugdboekenschrijfster
- 1936 - Winnie Mandela, Zuid-Afrikaans ex-echtgenote van Nelson Mandela (overleden 2018)
- 1937 - Joop Admiraal, Nederlands acteur en regisseur (overleden 2006)
- 1938 - Raoul Cauvin, Belgisch scenarioschrijver van stripverhalen (overleden 2021)
- 1938 - Gilbert Seynaeve, Belgisch politicus (overleden 2008)
- 1939 - Mia Gommers, Nederlands atlete
- 1940 - Wim Mager, Nederlands ondernemer (overleden 2008)
- 1940 - Manuel Lillo Torregrosa, Spaans componist en klarinettist (overleden 2024)
- 1941 - João Carlos Severiano (Joãozinho), Braziliaans voetballer
- 1943 - Tim Schenken, Australisch autocoureur
- 1943 - Rosa Sels, Belgisch wielrenster
- 1944 - Anne Robinson, Brits journaliste en televisiepresentatrice
- 1945 - Gal Costa, Braziliaans zangeres (overleden 2022)
- 1945 - Bryan Ferry, Brits zanger
- 1945 - Lev Gutman, Duits schaker
- 1946 - Rita Demeester, Belgisch dichteres en prozaschrijfster (overleden 1993)
- 1946 - Louise Simonson, Amerikaans stripauteur
- 1947 - Lynn Anderson, Amerikaans countryzangeres (overleden 2015)
- 1947 - Gilbert Bossuyt, Belgisch politicus (overleden 2023)
- 1948 - Mary Beth Hurt, Amerikaans actrice
- 1948 - Olivia Newton-John, Brits-Australisch zangeres en actrice (overleden 2022)
- 1948 - Leon de Wolff, Nederlands journalist en onderzoeker (overleden 2014)
- 1949 - Francis Jardeleza, Filipijns jurist
- 1949 - Joerij Jelisejev, Sovjet-Oekraïens voetballer
- 1949 - Leopold Van Hamme, Belgisch atleet
- 1949 - Minette Walters, Brits thrillerschrijfster
- 1949 - Gerd Zimmermann, Duits voetballer (overleden 2022)
- 1950 - Marieke van Leeuwen, Nederlands actrice, regisseuse en dichteres
- 1951 - Stuart Tosh, Brits muzikant
- 1952 - Stephen Lodge, Engels voetbalscheidsrechter
- 1953 - Arie Griffioen, Nederlands politicus en registeraccountant
- 1953 - Micha Marah (Aldegonda Angelina Francisca Leppens), Belgisch zangeres
- 1953 - Fatih Terim, Turks voetballer en voetbalcoach
- 1954 - Alice (Carla Bissi), Italiaans zangeres en muzikante
- 1954 - Bart Chabot, Nederlands dichter
- 1954 - César Rosas, Mexicaans rockmuzikant
- 1956 - Linda Hamilton, Amerikaans actrice
- 1957 - Klaus Augenthaler, Duits voetballer en voetbaltrainer
- 1957 - Luigi De Canio, Italiaanse voetballer en voetbaltrainer
- 1958 - Kenny Sansom, Engels voetballer
- 1959 - Ilja Kormiltsev, Russisch dichter, vertaler en uitgever (overleden 2007)
- 1960 - Jouke de Vries, Nederlands bestuurskundige en hoogleraar
- 1962 - Dirk Goossens, Belgisch voetballer
- 1962 - Bob Kirsh, Amerikaans acteur, filmproducent en scenarioschrijver
- 1962 - Steve Moneghetti, Australisch atleet
- 1963 - Adam Hunter, Schots golfer (overleden 2011)
- 1963 - Terry Jenkins, Engels darter
- 1963 - Douglas Wakiihuri, Keniaans atleet
- 1964 - Nicki French, Brits zangeres
- 1965 - Petro Porosjenko, Oekraïens ondernemer en politicus
- 1966 - Petri Tiainen, Fins voetballer
- 1966 - Juha Karvinen, Fins voetballer
- 1967 - Frankie Andreu, Amerikaans wielrenner
- 1967 - Shannon Hoon, Amerikaans zanger
- 1968 - Jim Caviezel, Amerikaans acteur
- 1968 - Miloš Glonek, Slowaaks voetballer
- 1968 - Sheila Sitalsing, Nederlands-Surinaams journaliste
- 1968 - Wataru Yoshikawa, Japans motorcoureur
- 1969 - Marit van Eupen, Nederlands roeister
- 1969 - Michael Funke, Duits autocoureur
- 1969 - Paul Warhurst, Engels voetballer
- 1970 - Claudia Amura, Argentijns schaakster
- 1970 - Daryl Beattie, Australisch motorcoureur
- 1970 - Marco Etcheverry, Boliviaans voetballer
- 1970 - Jan Moons, Belgisch voetballer
- 1970 - Jan Schepens, Belgisch acteur
- 1971 - Bert Haandrikman, Nederlands radio-dj
- 1972 - Petra Huybrechtse, Nederlands atlete
- 1972 - Patrick Johnson, Australisch atleet
- 1974 - Gary Hall jr., Amerikaans zwemmer
- 1974 - Freddie Jacobson, Zweeds golfer
- 1975 - Marco Cioci, Italiaans autocoureur
- 1975 - Geovana Irusta, Boliviaans atlete
- 1975 - Mirjam Melchers, Nederlands wielrenster
- 1975 - Dmitri Sjoekov, Russisch voetballer
- 1976 - Michael Ballack, Duits voetballer
- 1976 - Georgi Demetradze, Georgisch voetballer
- 1976 - Olivia O'Lovely, Amerikaans pornoactrice
- 1976 - Sami Vänskä, Fins basgitarist
- 1977 - Janne Holmén, Fins atleet
- 1977 - Hugo de Jonge, Nederlands politicus
- 1978 - Thomas van Aalten, Nederlands auteur
- 1978 - Gashaw Asfaw, Ethiopisch atleet
- 1978 - Robert Kipkoech Cheruiyot, Keniaans atleet
- 1978 - Gert-Jan Liefers, Nederlands atleet
- 1978 - Judith Meulendijks, Nederlands badmintonster
- 1978 - Mārtiņš Rubenis, Lets rodelaar
- 1979 - Bruno Besson, Frans autocoureur
- 1979 - Robbie Kerr, Brits autocoureur
- 1981 - Christina Milian, Amerikaans zangeres en actrice
- 1981 - Jaime Penedo, Panamees voetballer
- 1981 - Serena Williams, Amerikaans tennisster
- 1983 - Kagiso Kilego, Botswaans atleet
- 1983 - Ricardo Quaresma, Portugees voetballer
- 1983 - Darryl Roberts, voetballer uit Trinidad en Tobago
- 1984 - Frank Dancevic, Canadees tennisser
- 1984 - Anastasia Dobromyslova, Russisch dartster
- 1985 - Fabio Cerutti, Italiaans atleet
- 1985 - Tatjana Poesjkarjova, Russisch atlete
- 1987 - Christopher Haase, Duits autocoureur
- 1987 - Clément Lefert, Frans zwemmer
- 1987 - Cees Toet, Nederlands voetballer
- 1988 - James Blake, Brits muzikant
- 1988 - Robert Hurley, Australisch zwemmer
- 1988 - Nelson Panciatici, Frans autocoureur
- 1988 - Madars Razma, Lets darter
- 1988 - Ianthe Tavernier, Belgisch actrice
- 1989 - Jimmy Feigen, Amerikaans zwemmer
- 1991 - Paul Berg, Duits snowboarder
- 1991 - Boelat Sarijev, Kazachs voetbalscheidsrechter
- 1992 - Marion Torrent, Frans voetbalster
- 1993 - Cai Xuetong, Chinees snowboardster
- 1994 - Jack Conger, Amerikaans zwemmer
- 1994 - Marcell Jacobs, Italiaans atleet
- 1995 - Dejan Dražić, Servisch voetballer
- 1996 - Jaelin Kauf, Amerikaans freestyleskiester
- 1996 - Andrew Seliskar, Amerikaans zwemmer
- 1998 - Issah Abass, Ghanees voetballer
- 1998 - Igor Fraga, Braziliaans autocoureur en esporter
- 1998 - Emilien Jeannière, Frans wielrenner
- 1999 - Angelina da Costa, Frans-Portugees voetbalster
- 1999 - Dione Housheer, Nederlands handbalster
- 2001 - Laurin Heinrich, Duits autocoureur
- 2009 - Alisha Weir, Iers kindactrice

## Overleden

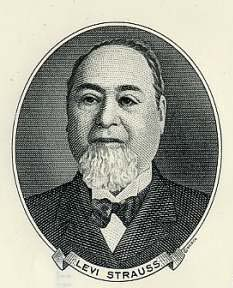
Levi Strauss
overleden in 1902

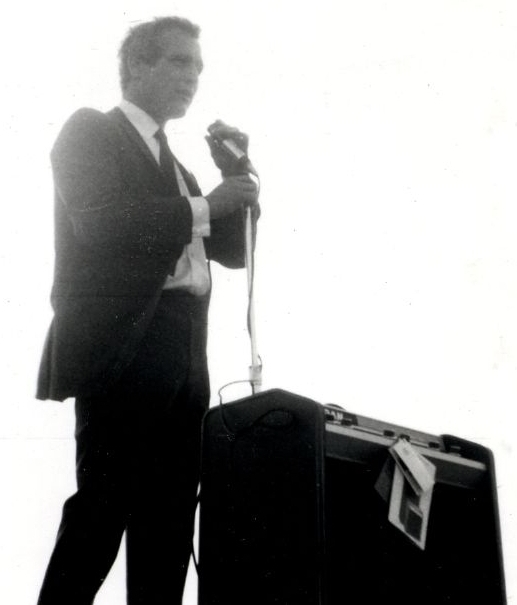
Paul Newman
overleden in 2008

- 1466 - Ulrich I van Oost-Friesland (58), graaf van Oost-Friesland
- 1867 - Carel Naret Oliphant (86), Nederlands apotheker en schaker
- 1868 - August Ferdinand Möbius (77), Duits wiskundige
- 1869 - Frederick Bakewell (68), Engels natuurkundige en uitvinder
- 1899 - Kaspar Stangassinger (28), Duits pater redemptorist en zalige
- 1902 - Levi Strauss (73), Duits-Amerikaans kledingfabrikant
- 1904 - Albertus Huges (62), burgemeester van Gasselte
- 1917 - Edgar Degas (83), Frans impressionistisch schilder
- 1917 - Hans von Blixen-Finecke sr. (31), Zweeds ruiter
- 1924 - Maurice De Booser (36), Belgisch atleet
- 1941 - Ugo Agostoni (48), Italiaans wielrenner
- 1945 - Béla Bartók (64), Hongaars componist en etnomusicoloog
- 1966 - Helen Kane (62), Amerikaans zangeres en actrice
- 1974 - Jean Gale (62), Amerikaans actrice
- 1980 - Pieter van der Hoeven (68), Nederlands wetenschapper
- 1984 - José Castelli (Rato) (80), Braziliaans voetballer
- 1984-  George Grard (84), Belgisch beeldhouwer
- 1987 - Ethel Catherwood (79), Canadees atlete
- 1987 - Co Prins (49), Nederlands voetballer
- 1990 - Alberto Moravia (82), Italiaans schrijver
- 1991 - Billy Vaughn (72), Amerikaans muzikant en orkestleider
- 2000 - Baden Powell, (63) Braziliaans gitarist
- 2003 - Robert Palmer (54), Brits popmusicus
- 2004 - Tim Pauwels (22), Belgisch veldrijder
- 2006 - Byron Nelson (94), Amerikaanse golfspeler
- 2007 - Roberto Dias Branco (Roberto Dias) (64), Braziliaans voetballer
- 2007 - Erik Hazelhoff Roelfzema (90), Nederlands verzetsstrijder, oorlogspiloot, radiomedewerker en schrijver
- 2008 - Raymond Macherot (84), Belgisch striptekenaar
- 2008 - Marc Moulin (66), Belgisch muzikant
- 2008 - Paul Newman (83), Amerikaans (film)acteur, filmregisseur, filmproducent, autocoureur en filantroop
- 2009 - Alicia de Larrocha (89), Spaanse pianiste
- 2010 - Gloria Stuart (100), Amerikaans actrice
- 2010 - Loes de Zeeuw-Lases (63), Nederlands burgemeester
- 2011 - Dick Briel (60), Nederlands stripauteur
- 2011 - Cees Goekoop (77), Nederlands politicus en burgemeester
- 2011 - Harry Muskee (70), Nederlands muzikant en zanger
- 2012 - John Bond (79), Brits voetballer
- 2012 - Johnny Lewis (28), Amerikaans acteur
- 2014 - Wouter Gortzak (83), Nederlands journalist en politicus
- 2017 - Dominador Aytona (99), Filipijns politicus, bestuurder en topman
- 2017 - Fernand Bonneure (94), Belgisch letterkundige
- 2017 - Barry Dennen (79), Amerikaans acteur
- 2017 - Rinse Zijlstra (90), Nederlands politicus
- 2018 - Paul Verhuyck (78), Belgisch schrijver
- 2019 - Jacques Chirac (86), Frans president, premier en burgemeester van Parijs
- 2021 - José Freire Falcão (95), Braziliaans geestelijke en kardinaal
- 2021 - Alan Lancaster (72), Brits bassist en zanger van Status Quo
- 2022 - Jacques Drèze (93), Belgisch econoom
- 2022 - Meiny Epema-Brugman (91), Nederlands politica
- 2022 - Cristien Polak (68), Surinaams diplomaat en politicus
- 2022 - Yusuf al-Qaradawi (96), Egyptisch soenni-geleerde
- 2022 - Patrick Van Kets (55), Belgisch voetballer en voetbalcoach
- 2023 - Michael Bonallack (88), Brits golfer
- 2023 - Klaas Hofstra (79), Nederlands acteur
- 2023 - Stanislaw Szymecki (99), Pools aartsbisschop
- 2024 - John Ashton (76), Amerikaans acteur
- 2024 - Willem van Manen (84), Nederlands jazzmusicus

## Viering/herdenking
- Europese dag van de Talen

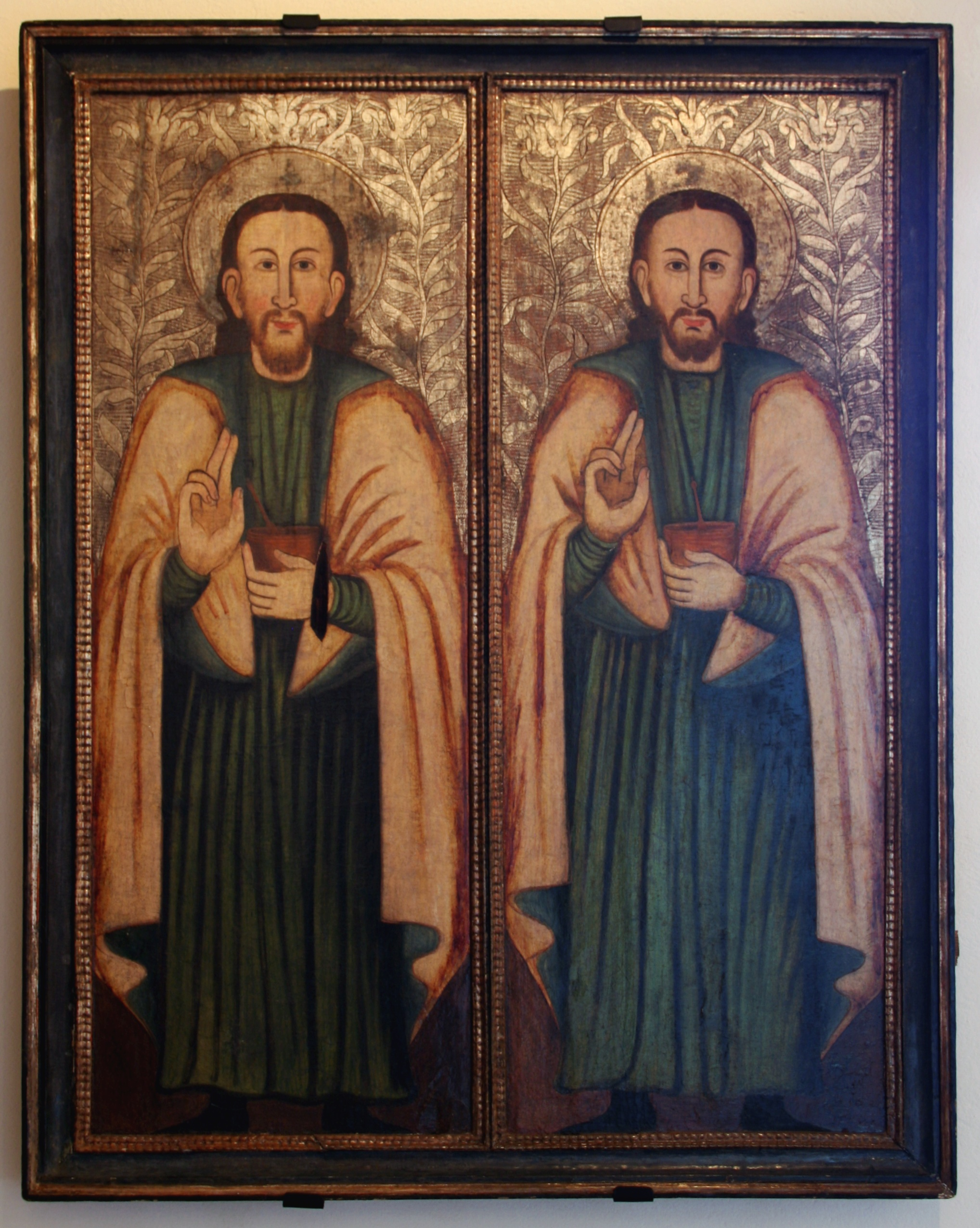
H. Cosmas en Damianus

- Friesland: herdenking Slag bij Warns: de Friese Vrijheid gered ten koste van de graaf van Holland.
- Rooms-Katholieke kalender:
  - Heiligen Cosmas en Damianus († c. 303), Patroons van de apothekers en dokters - Vrije Gedachtenis
  - Heilige Gideon († 12e eeuw v.Chr.)
  - Heilige Amantius († c. 600)
  - Heilige (Marie Victoire) Thérèse Couderc († 1885)
  - Zalige Luigi Tezza († 1923)
  - Zalige Kaspar Stangassinger († 1899)

## Weerextremen

### Nederland
| | Officiële records | Officiële records | Officiële records |      | Landelijke records | Landelijke records | Landelijke records              |
| Gebeurtenis | Jaar              | Extreem           | Locatie           | Jaar | Extreem            | Locatie            |                                 |
| --- | ----------------- | ----------------- | ----------------- | ---- | ------------------ | ------------------ | ------------------------------- |
| Laagste etmaalgemiddelde temperatuur (°C) | 1912              | 7,2               | De Bilt           |      | 1912               | 5,4                | Maastricht                      |
| Hoogste etmaalgemiddelde temperatuur (°C) | 1967              | 19,8              | De Bilt           |      | 1967               | 21,7               | Maastricht                      |
| Laagste minimumtemperatuur (°C) | 1928              | −0,8              | De Bilt           |      | 1912               | −0,9               | Maastricht                      |
| Hoogste minimumtemperatuur (°C) | 1967              | 15,7              | De Bilt           |      | 1967               | 17,7               | Maastricht                      |
| Laagste maximumtemperatuur (°C) | 1993              | 12,4              | De Bilt           |      | 1974               | 11,4               | Rotterdam                       |
| Hoogste maximumtemperatuur (°C) | 1967              | 24,8              | De Bilt           |      | 1967               | 28,5               | Eindhoven                       |
| Hoogste uurgemiddelde windsnelheid (m/s) | 1947              | 12,3              | De Bilt           |      | 2020               | 21,0               | Vlakte van De Raan              |
| Hoogste windstoot (m/s) | 1958              | 19,0              | De Bilt           |      | 2020               | 27,0               | Vlakte van De Raan              |
| Langste zonneschijnduur (uur) | 1997              | 11,0              | De Bilt           |      | 1997               | 11,3               | Gilze-Rijen, Maastricht, Volkel |
| Langste neerslagduur (uur) | 1968              | 17,3              | De Bilt           |      | 1993               | 21,5               | Schiphol                        |
| Hoogste etmaalsom van de neerslag (mm) | 1995              | 24,4              | De Bilt           |      | 2020               | 77,0               | Wilhelminadorp                  |
| Laagste etmaalgemiddelde relatieve vochtigheid (%) | 1929              | 67                | De Bilt           |      | 1929               | 61                 | Maastricht                      |
| Laagste uurwaarde luchtdruk op zeeniveau (hPa) | 1975              | 988,5             | De Bilt           |      | 1975               | 985,7              | De Kooy                         |
| Hoogste uurwaarde luchtdruk op zeeniveau (hPa) | 2008              | 1037,2            | De Bilt           |      | 2008               | 1038,2             | Hoorn Terschelling              |
| Officiële records worden altijd gemeten op het KNMI-weerstation in De Bilt. Landelijke records kunnen worden gemeten op elk officieel KNMI-weerstation in Nederland. |                   |                   |                   |      |                    |                    |                                 |

Uitzonderlijke gebeurtenissen
- 1912 - Landelijk maandrecord laagste etmaalgemiddelde temperatuur in °C van september gemeten in Maastricht: 5,4
- 1956 - Laatste officiële warme dag van het jaar (maximumtemperatuur ≥ 20 °C in De Bilt)

### België
Dagrecords
- 1912 - Laagste etmaalgemiddelde temperatuur 7,5 °C
- 1967 - Hoogste etmaalgemiddelde temperatuur 22,1 °C
- 1912 - Laagste minimumtemperatuur 2 °C
- 1895 - Hoogste maximumtemperatuur 28,6 °C
- 1995 - Hoogste etmaalsom van de neerslag 21,7 mm

Uitzonderlijke gebeurtenissen
- 1956 - 117 mm neerslag in Cierreux (gemeente Gouvy).

<< · 1 · 2 · 3 · 4 · 5 · 6 · 7 · 8 · 9 · 10 · 11 · 12 · 13 · 14 · 15 · 16 · 17 · 18 · 19 · 20 · 21 · 22 · 23 · 24 · 25 · 26 · 27 · 28 · 29 · 30 · >>